# بريندون غيب
بريندون غيب (بالإنجليزية: Brendon Gibb)‏ هو لاعب دوري الرغبي أسترالي، ولد في 9 أكتوبر 1988 في جلادستون في أستراليا.